# Ronnie Corbett
Ronald Balfour „Ronnie” Corbett (ur. 4 grudnia 1930 w Edynburgu, zm. 31 marca 2016 tamże) – szkocki komik i aktor.

## Życiorys
Od 1965 roku w swojej działalności współpracował z Ronniem Barkerem, wraz z którym grał w latach 1971–1987 w programie telewizyjnym The Two Ronnies. Grał także w filmach (m.in. Lemur zwany Rollo (Fierce Creatures)) i serialach komediowych (m.in. The Frost Report, No – That's Me Over Here! oraz Sorry!). Po śmierci Barkera, w 2010 roku zagrał w telewizyjnym skeczu The One Ronnie.
W 1972 roku otrzymał nagrodę telewizyjną BAFTA, do której był również czterokrotnie nominowany. W 1978 roku został odznaczony Orderem Imperium Brytyjskiego w randze Oficera (OBE), w 2012 roku podniesionej do Komandora (CBE).